# 必街行人專區

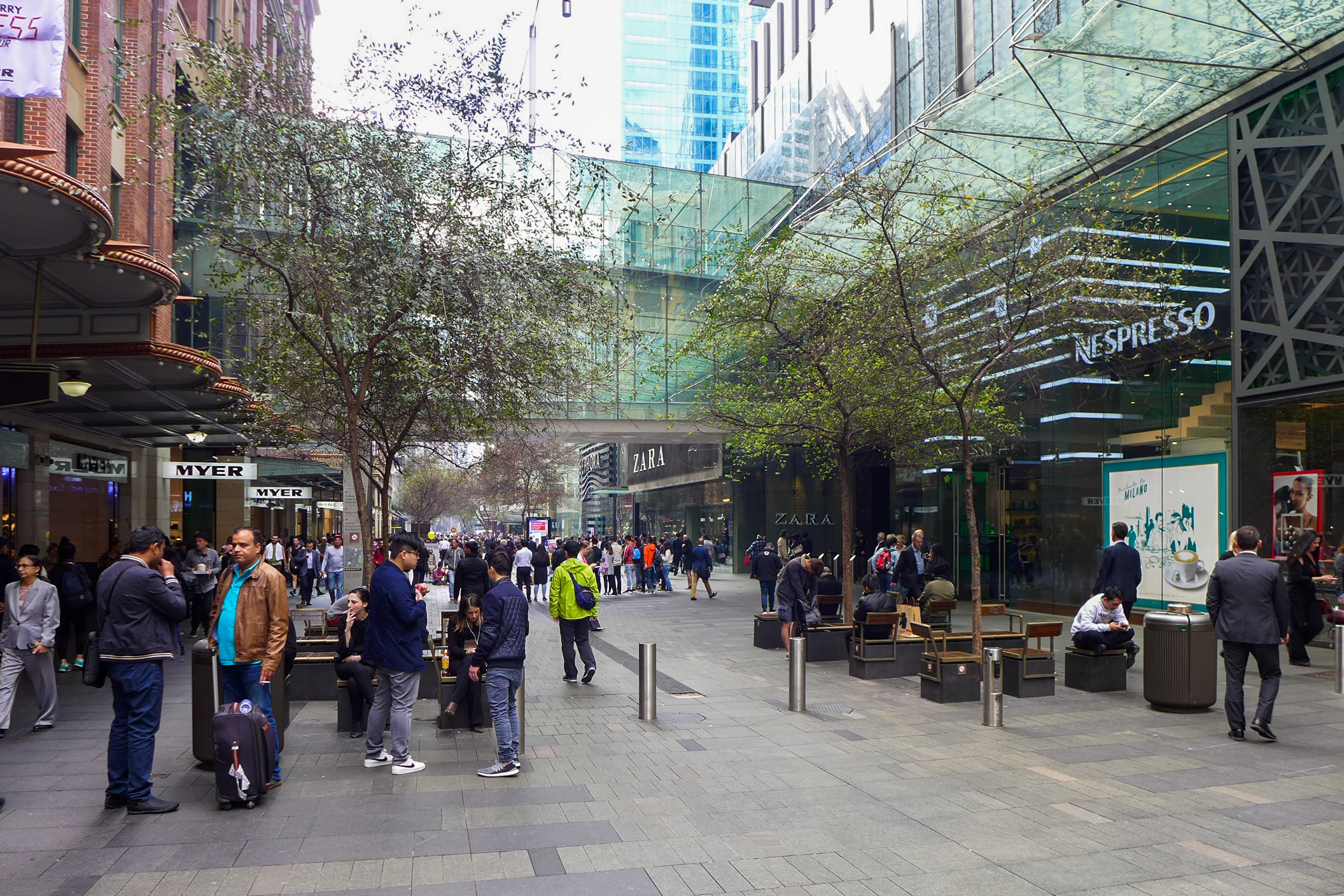
必街行人專區，攝於2017年

必街行人專區是澳洲新南威爾斯州雪梨商業中心區必街的行人專區，介乎孖結街與京街之間，長約200（660英尺），是澳洲最繁忙、最國際都市化的購物專區之一。
必街行人專區佔地面積不大，但擁有許多旗艦連鎖店及400多間專賣店。

## 圖集

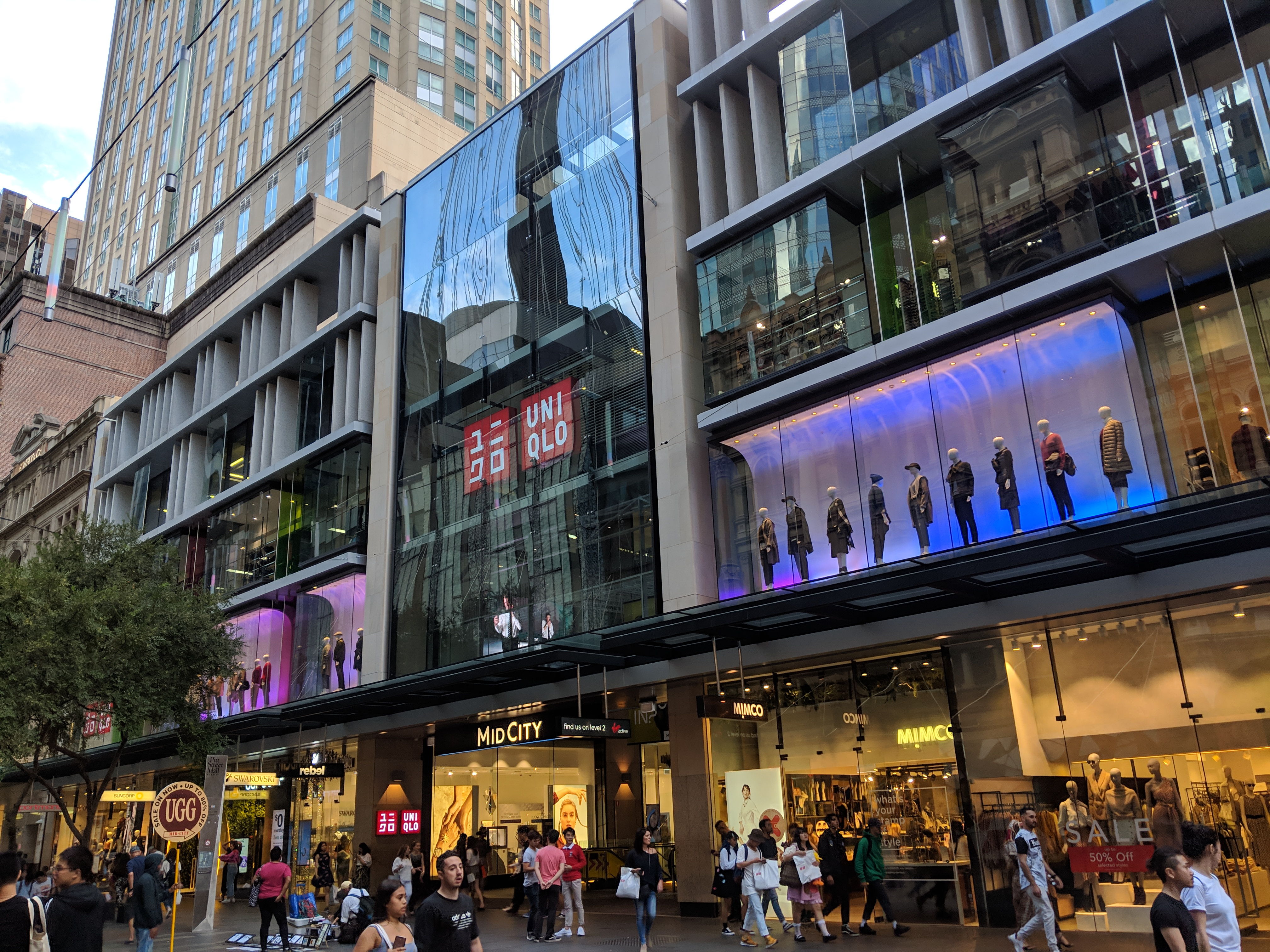
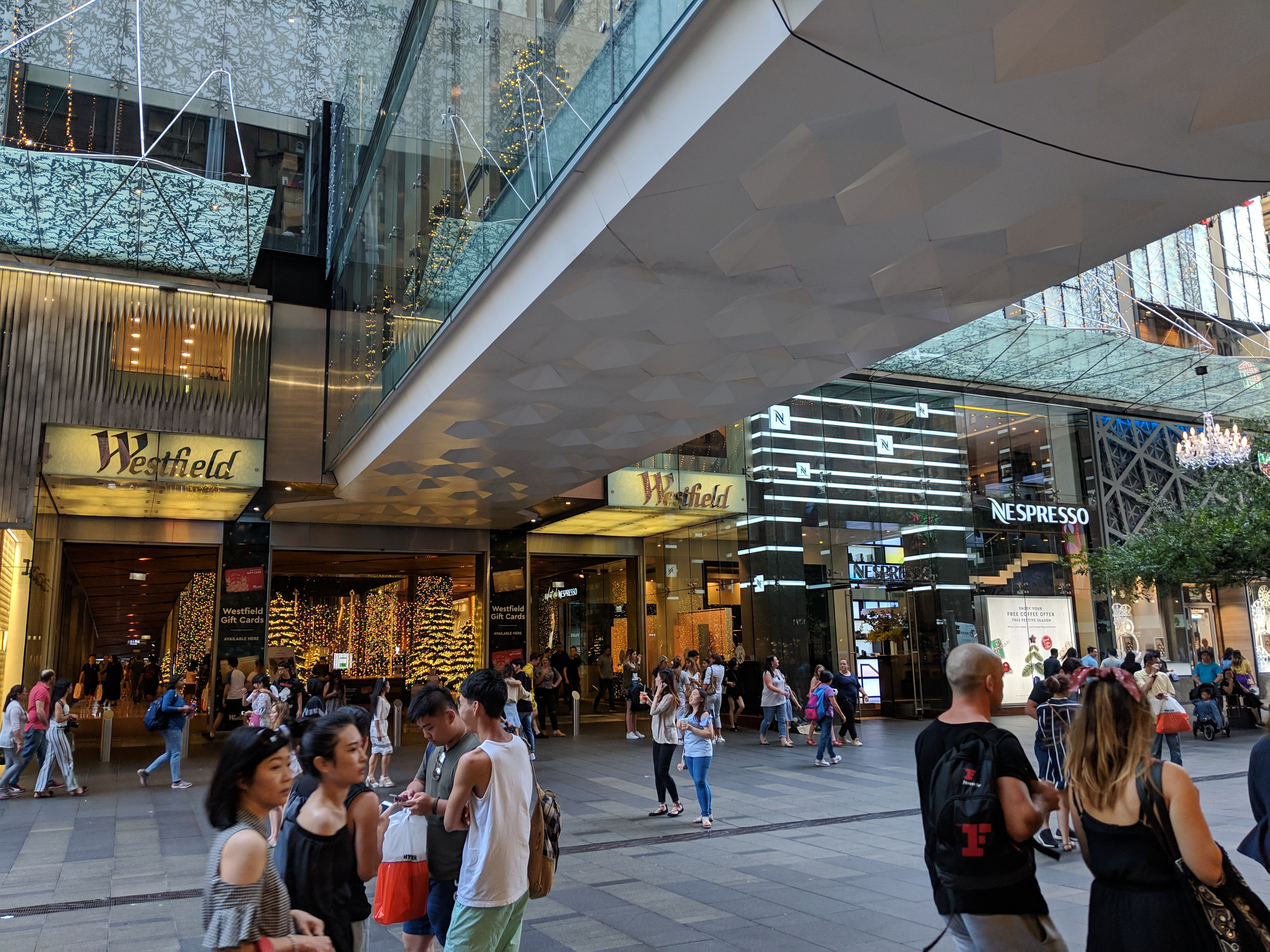
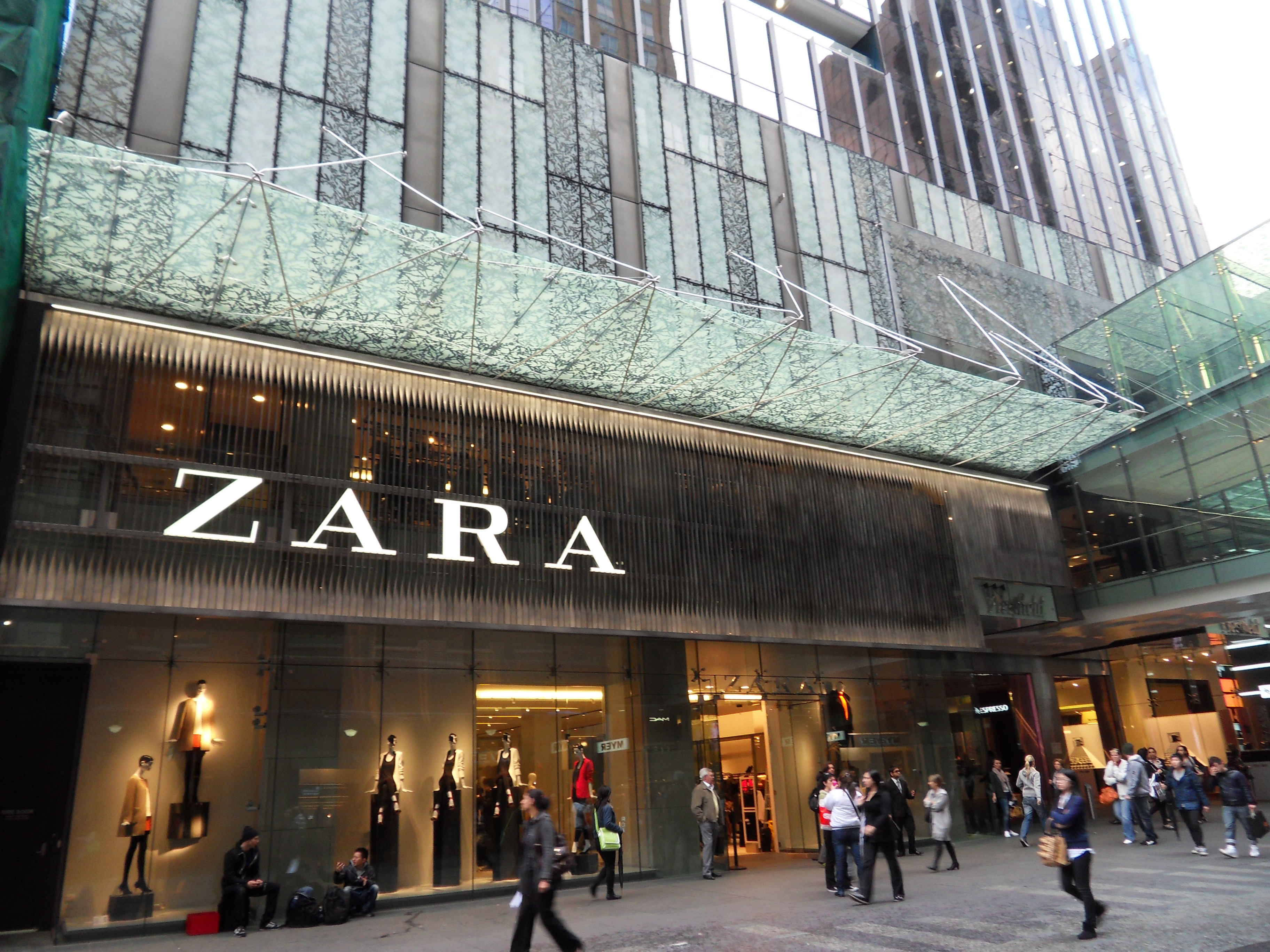
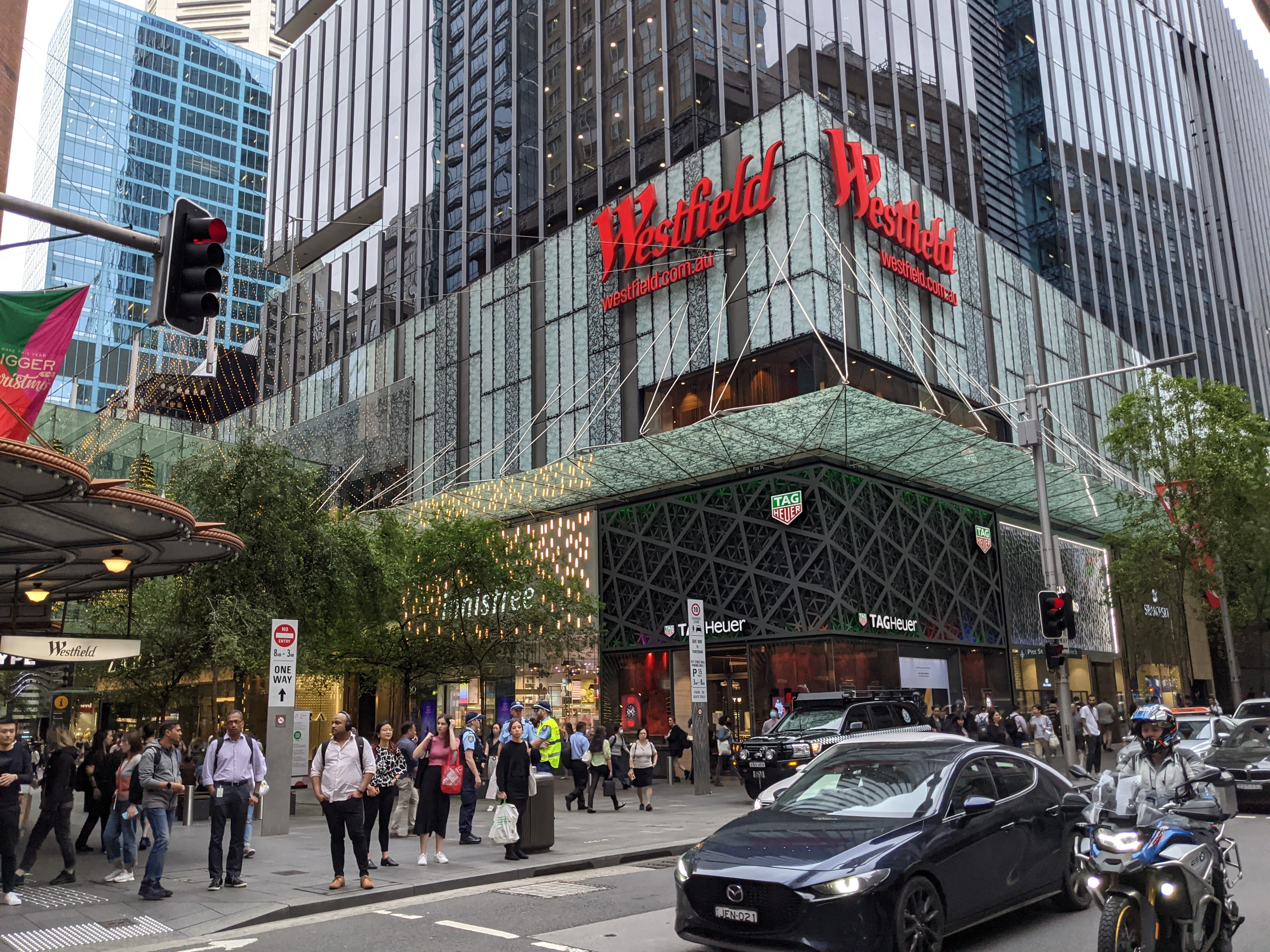
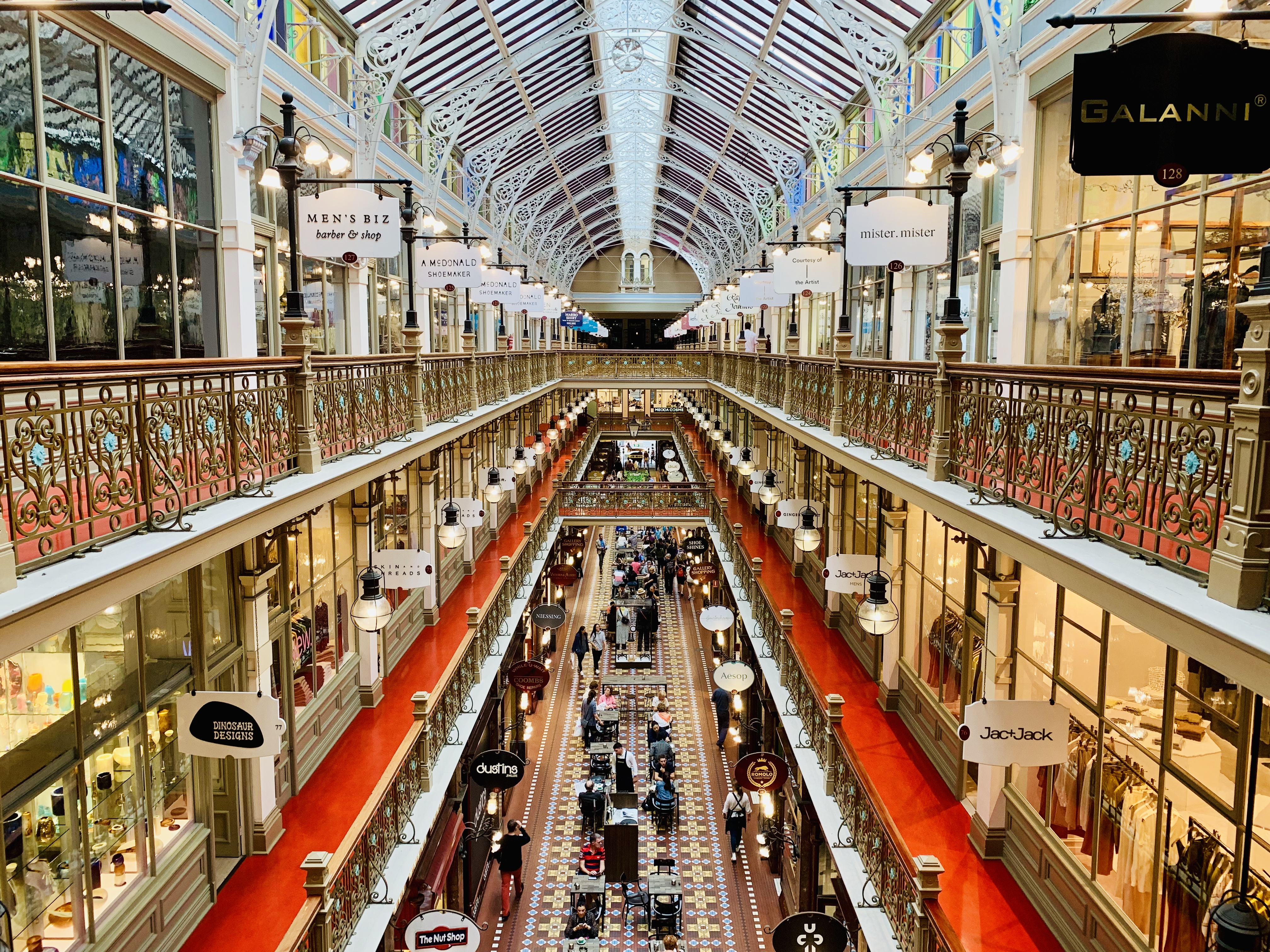
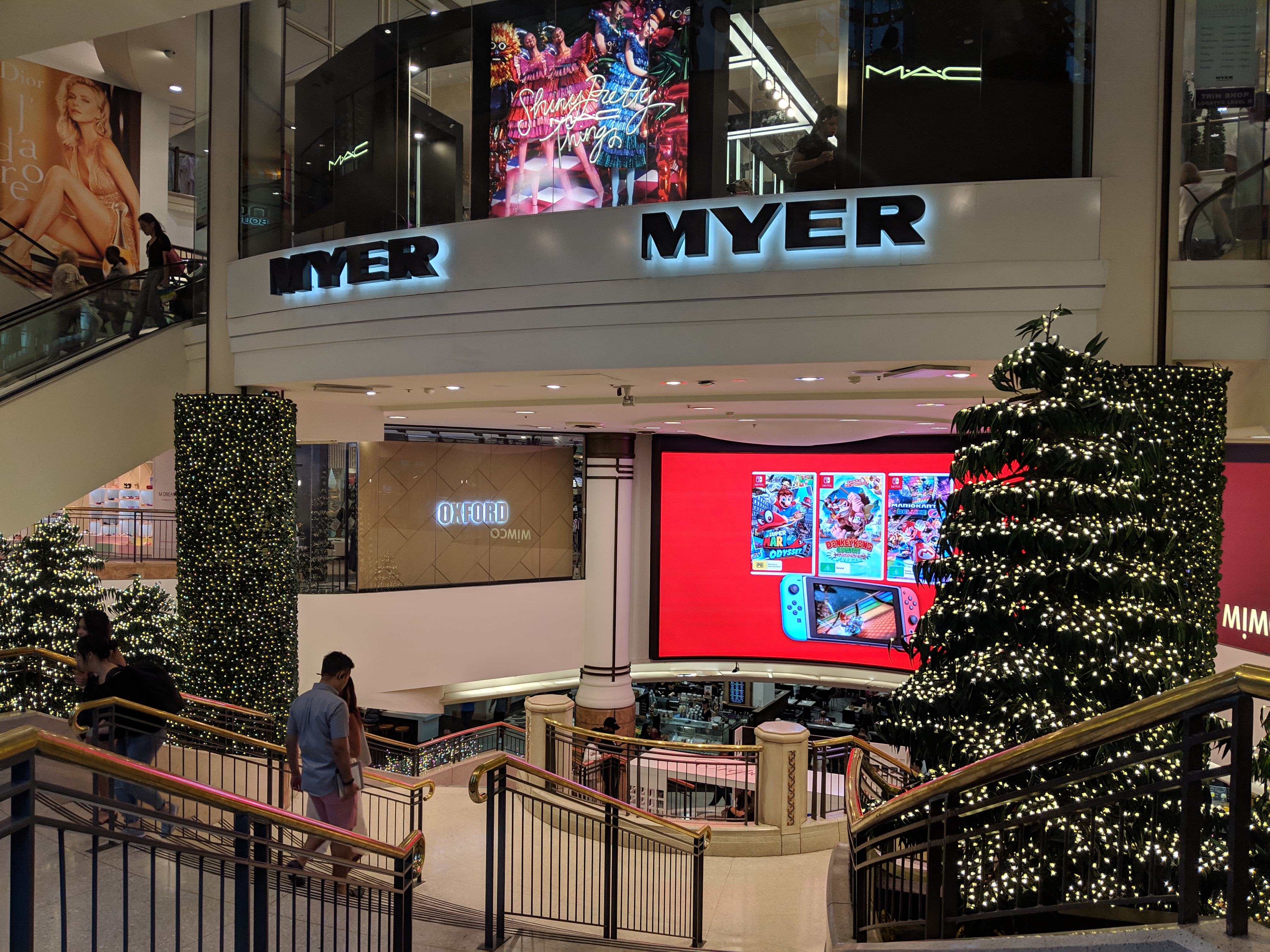
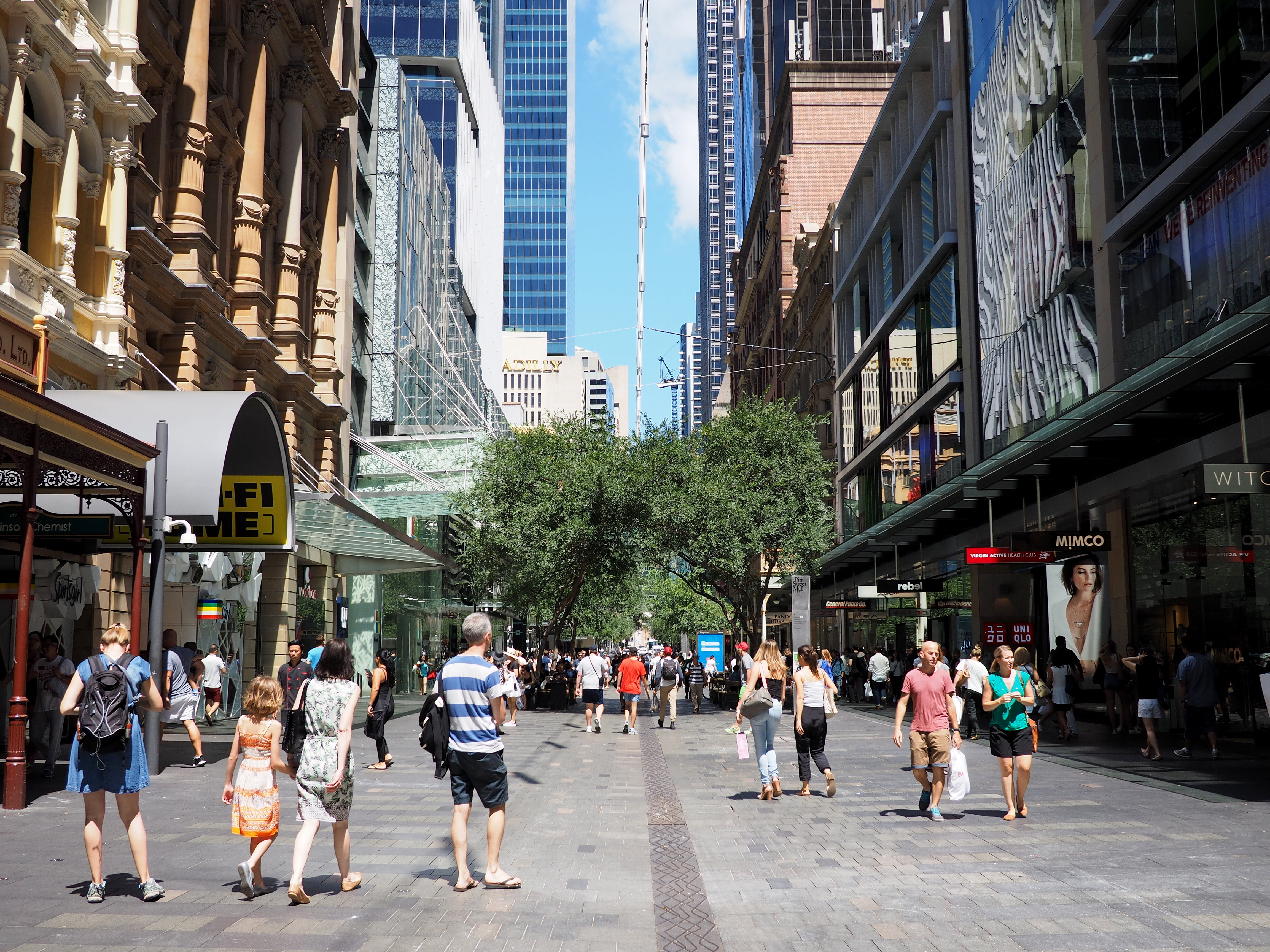